# مكتبة أكوا ألتا العائمة
مكتبة أكوا ألتا العائمة (بالإنجليزية: Libreria Acqua Alta)‏ هي واحدة من أكثر المكتبات الأصلية في العالم، تقع على المياه في شارع كالي سانتا ماريا فورموزا بمدينة البندقية، في جمهورية إيطاليا.
أنشأت المكتبة على يد صاحبها لويجي فريزو، وهي تحتوي على مجموعة كبيرة من الكتب الجديدة والمستعملة باللغة الإنجليزية والإيطالية، على عدة قوارب  متصلة وعائمة، وتشكل الكتب جزءا كبيرا من أثاث المكتبة، فهي مرصوصة على السلالم والرفوف، كما تغطي الجدران وتم تحويل جزء منها لأسطح ملونة.
قسمت المكتبة على هيئة غرف، تضم الغرفة الأولى نصوصا عن مدينة البندقية، وكتب في تصنيفات الفن والسينما، والرياضة والطعام والموسيقى، أما الغرفة الثانية فتحتوي على الكتب المصورة والأكثر مبيعا، وهي تستقبل الزوار من الساعة 9 صباحا حتى 8 مساءا.